# Mairago
Mairago är en ort och kommun i provinsen Lodi i regionen Lombardiet i Italien. Kommunen hade 1 385 invånare (2018).